# Coast Stars FC
El Coast Stars FC es un equipo de fútbol de Kenia que juega en la Segunda División de Kenia, la tercera liga de fútbol más importante del país.

## Historia
Fue fundado en el año 1998 en la ciudad de Mombasa con el nombre Coastal Stars, nombre que cambiaron en la temporada 2004, cuando fue adquirido por el Dubai Bank y lo cambiaron por el de Dubai Bank LC, pero a la temporada siguiente lo cambiaron por su nombre actual.
No juega en la Liga Keniana de Fútbol desde la temporada 2005/2006 y nunca llegó a ser campeón nacional, aunque ganaron la llamada liga oficial en la temporada 2004/05, aunque el play-off clasificatoria para la Liga de Campeones de la CAF 2005 lo ganó el Ulinzi Stars como campeón de la liga rebelde y se determinó como el campeón de la temporada, tomando la plaza en la Liga de Campeones de la CAF 2005 junto al Tusker, pero ambos equipos fueron suspendidos por la CAF.
Tampoco ha ganado el título de copa en 1 final que han jugado, aunque se les acreditó como los ganadores de la copa del 2005 que en teoría ganó el World Hope ante el Tusker debido a que la FIFA ordenó repetir el partido semifinal entre el Tusker y el Coast Stars, al cual el Tusker no se presentó, por lo que se debía disputar la final entre World Hope y Coast Stars, pero World Hope no se presentó a jugar.
A nivel internacional han participado en 1 torneo continental, la Recopa Africana 2000, en la cual fueron eliminados en la primera ronda por el Canon Yaoundé de Camerún.

## Palmarés
- Copa de Kenia: 0
  - Finalista: 1

1999

## Participación en competiciones de la CAF
| Temporada | Torneo          | Ronda | Club          | Casa | Visita | Global |
| --------- | --------------- | ----- | ------------- | ---- | ------ | ------ |
| 2000      | Recopa Africana | 1     | Canon Yaoundé | 0-1  | 0-3    | 0-4    |

## Jugadores destacados
- Emmanuel Ake